# Карміне Крокко
Карміне Крокко (італ. Carmine Crocco; 5 червня 1830, Ріонеро-ін-Вультуре, Королівство обох Сицилій — 18 червня 1905, Портоферрайо, Королівство Італія), відомо також як Донателло (італ. Donatello) або Донателлі (італ. Donatelli) — італійський розбійник. Спочатку був солдатом в армії Бурбонів, пізніше перебував на службі у Джузеппе Гарібальді та, невдовзі після об'єднання Італії, сформував армію з двох тисяч осіб, зробивши її найзгуртованішим і небезпечним загоном у південній Італії та став найгрізнішим воєначальником на боці Бурбонів. Він був відомий своїми партизанськими тактиками, як-от відсікання водопостачання, знищення млинів, різання телеграфних проводів і засідки на відсталі групи військ противника. Хоча деякі автори XIX і початку XX століття вважали його «злим злодієм і вбивцею» або «жорстким злодієм, вульгарним вбивцею», починаючи з другої половини XX століття багато хто (особливо прихильники ревізіоністського Рісорджименто) почав розглядати його у новому світлі, як "двигун селянської революції "і «опірника ante litteram, одного з найблискучіших військових геніїв, яких знала Італія». Сьогодні багато людей з південної Італії, зокрема, у його рідному регіоні Базиліката вважають його народним героєм.

## Ранні роки
Карміне народився у Ріонеро-ін-Вультурі, тоді — у Королівстві обох Сицилій. Батько Франческо Крокко був слугою в благородному сімействі Сантаджело, мати Марія Джерарда Сантомауро; у сім'ї було п'ятеро дітей. Дядько Мартіно воював в Іспанії у складі наполеонівської армії. Втративши ногу, він повернувся на батьківщину, саме він навчив Карміні грамоти та прищепив інтерес до військової служби. Також ще у ранній юності Карміне придбав стійку ворожість до вищих класів, через історію з його братом. Його побив дон Вінченцо — глава сім'ї, в якій служив, за вбивство собаки, яка схопила курку Крокко. Його спробувала захистити вагітна мати, у якої у результаті стався викидень. У замаху на шляхетного сеньйора звинуватили батька — Франческо Крокко, та, попри недоведеність звинувачення у суді, ув'язнили.
Після цих подій Карміне з братом Донато перебрався до Апулії, де найнявся пастухом. У 1845 році представилася можливість повернутися у рідні місця: під час повені на річці Авфід він врятував життя Джованні Аквілекья з Ателли, знатному дворянину, і отримав за це 50 дукатів. Повернувшись у Ріонеро, Карміне Крокко зумів знайти роботу — наймитом у селян, а зять Аквілек'ї — дон П'єтро Гіністреллі — зміг домогтися звільнення Франческо Крокко. Глава сім'ї не виніс умов ув'язнення, і Карміне став главою сім'ї. Він, як і раніше, займався селянською працею. Тут відбулося його примирення з доном Фердинандо — сином дона Вінченцо, який запропонував сімейству Крокко гроші на компенсацію образи та шкоди, Карміне вони були потрібні, щоб відкупитися від військової служби. З цими умовами дон Фердинандо погодився, але 15 травня 1848 року під час революційних подій його вбили. Карміне Крокко довелося вступати в королівську армію, в сім'ї розпоряджалася сестра Розіна.

## Поза законом
Військова служба Карміне Крокко тривала недовго: після вбивства товариша у бійці він дезертував. Повернувшись додому, він дізнався, що його сестра Розіна відкинула залицяння місцевого дворянина дона Пеппіно. Той, не стерпівши образи, став поширювати ганебні чутки, після чого Карміне підстеріг дворянина у заміському маєтку, де він мав звичку грати в карти. Після того, як дон Пеппіно вдарив Карміне батогом, Крокко зарізав його та втік. Цей випадок описують у літературі з «Автобіографії» Крокко, проте її редактор Еудженіо Макка спробував провести розслідування, і сумнівався у правдивості повідомленої історії.
Втікши у Форенцу, Карміне зібрав банду, яка займалася здирством і грабежем. Спробувавши повернутися додому, 13 жовтня 1855 року його заарештували, і він пробув за ґратами близько чотирьох років. У ніч з 13 на 14 грудня 1859 року він утік, і ховався на околицях Монтікьо та Лагопесолі.

## У гарібальдійців і легітимістів

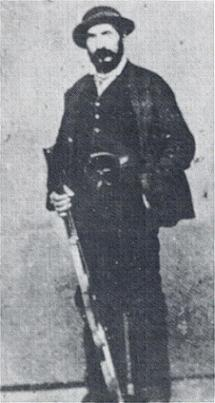
Джузеппе Карузо

У травні 1860 року Гарібальді почав свій похід на Сицилію, і вже в серпні почав похід на Неаполь. Гарібальді оголосив про амністію розбійникам і дезертирам за умови вступу до військової служби; Карміне Крокко вирішив приєднатися до його військ. Він брав участь у битві при Вольтурно, виявив велику мужність, але не був нагороджений, а, навпаки, знову заарештований. Він був поміщений у в'язницю Черіньоли, проте зміг зв'язатися з родичем Фортунато, який добився його визволення. Розчарований у новому Італійському королівстві, Крокко пішов на службу до легітимістів. У Базилікаті він отримав від місцевого духовенства та дворян кошти, достатні для наймання 2000 добровольців під прапором Бурбонів.

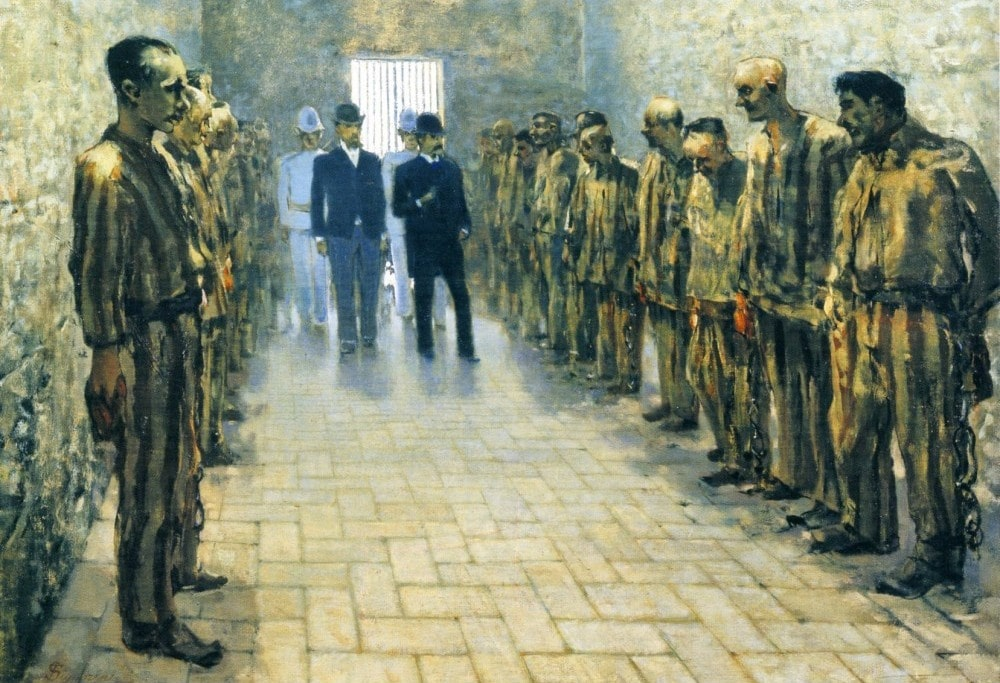
«Виправна в'язниця у Портоферрайо». Картина Телемако Синьоріні, 1890 рік. Крокко показаний першим праворуч

За 10 днів загін Крокко зміг зайняти всю територію Вультури. При цьому чинилося всіляке насильство: політики-ліберали та багаті поміщики зазнавали пограбування, їх викрадали за викуп або вбивали найжорстокішим чином. Широкі верстви населення сприймали Крокко як героя, і підтримували його. 7 квітня 1861 року загін Крокко зайняв Лагопесоле, а наступного дня — Ріпакандіду. При взятті чергового села чи містечка, гарнізони Національної гвардії винищувалися, а скарбниця конфіскувалась. При взятті Венози 11 квітня було вбито колишнього карбонарія Франческо Нітті — діда майбутнього прем'єр-міністра. У Лавелло військово-польовим судом було страчено 27 «лібералів»; із захоплених 7000 дукатів, 6500 було розподілено серед членів загону. Крокко успішно діяв і в Кампанії, і в Апулії.
Не бажаючи втрачати ініціативи, бурбонівський уряд направив для взаємодії з Крокко іспанського генерала Хосе Борхеса; відносини з-поміж них відразу ж склалися. Борхес хотів зміцнити дисципліну та використати загін Крокко для взяття Потенци — опори італійської армії у Базилікаті. Крокко побоювався втратити владу. Приблизно у той же час прибув французький агент Огюстен де Лангле, який також доставив кошти й озброєння. За допомогою Борхеса та де Лангле  Крокко почав захоплення сіл з метою призову рекрутів, принагідно оточуючи Потенцу з усіх боків. Однак до штурму так і не дійшло через конфлікт між Лангле та Борхесом. Під час відступу до Монтікьо Крокко посварився з Борхесом і дезертував, повернувшись до грабежу та здирництва. Його головною базою був Молізе в Апулії. Йому запропонували почесну капітуляцію, але відмовився. Однак невдовзі його зрадив помічник Джузеппе Карузо, при захопленні банди Крокко п'ємонтськими військами було багато жертв. Сам Крокко не потрапив у руки жителів півночі, і втік до Папської області, розраховуючи на допомогу Пія IX.

## Кінець життя. Пам'ять
Папська влада схопила його у Веролі, і доставила до римської в'язниці. Після утворення Італійського королівства нова влада судила його, та 11 вересня 1872 року був засуджений до страти. Однак згодом вирок замінили на довічну каторгу. Покарання відбував у Санто-Стефано, де за допомогою Еудженіо Макка став писати автобіографію, опубліковану у 1903 році («Останній розбійник Базилікати»). У другій половині XX століття книга була популярна та неодноразово перевидавалася в Італії. Помер він 18 червня 1905 року у в'язниці Портоферрайо.
Великим шанувальником особистості Крокко називав себе Мікеле Плачидо, який навіть стверджував, що є його нащадком. Він грав у спектаклях і фільмах за мотивами історії Карміне Крокко. У 1999 році режисер Паскуале Скуітьєрі поставив фільм «Бандити», на основі його біографії, але він був швидко знятий з прокату. З 2008 року на батьківщині Карміне Крокко функціонує його музей.